# Anita van der Pas
Anita van der Pas (16 de septiembre de 1965) es una deportista neerlandesa que compitió en taekwondo y yudo.
Ganó una medalla de plata en el Campeonato Mundial de Taekwondo de 1991 y dos medallas en el Campeonato Europeo de Taekwondo, oro en 1986 y plata en 1988. Además, consiguió una medalla de bronce en los Juegos Mundiales de 1989.
En judo obtuvo dos medallas de bronce en el Campeonato Europeo de Judo en los años 1986 y 1987.

## Palmarés internacional

### Taekwondo
| Campeonato Mundial | Campeonato Mundial | Campeonato Mundial | Campeonato Mundial |
| Año                | Lugar              | Medalla            | Categoría          |
| ------------------ | ------------------ | ------------------ | ------------------ |
| 1991               | Atenas (Grecia)    | Medalla de plata   | –47 kg             |
| Campeonato Europeo |                    |                    |                    |
| Año                | Lugar              | Medalla            | Categoría          |
| 1986               | Seefeld (Austria)  | Medalla de oro     | –47 kg             |
| 1988               | Ankara (Turquía)   | Medalla de plata   | –47 kg             |

### Yudo
| Campeonato Europeo | Campeonato Europeo    | Campeonato Europeo | Campeonato Europeo |
| Año                | Lugar                 | Medalla            | Categoría          |
| ------------------ | --------------------- | ------------------ | ------------------ |
| 1986               | Londres (Reino Unido) | Medalla de bronce  | –48 kg             |
| 1987               | París (Francia)       | Medalla de bronce  | –48 kg             |